# Christoph Lengwiler
Christoph Lengwiler (* 16. Juni 1959) ist ein Schweizer Wirtschaftswissenschaftler und Politiker (CVP).

## Leben
Lengwiler studierte von 1979 bis 1984 Betriebs- und Volkswirtschaftslehre an der Universität Zürich. Nach seinem Abschluss war er Assistent am Institut für schweizerisches Bankwesen der Universität Zürich. 1987 wurde er in Zürich mit einer Arbeit über Kooperation von Banken zum Dr. oec. publ. promoviert.
Seit 1987 ist er Dozent bzw. Professor an der Hochschule Luzern (HSLU). Von 1992 bis 1997 war er stellvertretender Leiter des Instituts für Betriebs- und Regionalökonomie (IBR) der HSLU, von 1997 bis 2017 hat er das Institut für Finanzdienstleistungen Zug (IFZ) der HSLU in Zug aufgebaut und geleitet. Von 1997 bis 2001 und von 2004 bis 2017 war er Mitglied der Departementsleitung Wirtschaft der HSLU. Daneben war er von 2002 bis 2017 Lehrbeauftragter für die Einführung in die Betriebswirtschaftslehre an der Juristischen Fakultät der Universität Luzern.
Von 1991 bis 1999 war er Präsident der Akademie für Erwachsenenbildung (AEB) Luzern. Von 1998 bis 2021 war er Mitglied der heutigen Kommission Höhere Fachschule (HF-Kommission) der KV Berufsakademie Luzern. Von 2000 bis 2014 war er Modulleiter für das Fach Unternehmensfinanzierung (Corporate Finance) in der Ausbildung zum dipl. Wirtschaftsprüfer bei «EXPERTsuisse». Von 2001 bis 2016 war er Mitglied des Verwaltungsrates der Luzerner Kantonalbank, von 2004 bis 2011 war er Vorsitzender des Audit Committees und 2011–2016 Vizepräsident des Verwaltungsrates. Von 2005 bis 2017 war er Mitglied des Verwaltungsrates der shaPE Capital AG, eines an der SIX Swiss Exchange kotierten Private-Equity-Dachfonds. Er war Mitinitiant und von 2006 bis 2019 Mitglied des Vorstandes des 2006 gegründeten «CFO Forums Schweiz», einer Vereinigung von Finanzchefs mit rund 600 Mitgliedern. Zudem ist er Mitinitiant und seit 2011 Vizepräsident von swissVR, einer Vereinigung von Schweizer Verwaltungsräten mit über 900 Mitgliedern. Seit dem Frühling 2012 ist Christoph Lengwiler Mitglied des 11-köpfigen Bankrates der Schweizerischen Nationalbank. Seit Sommer 2014 ist er Vorsitzender des Prüfungsausschusses. Seit Mai 2016 ist Christoph Lengwiler Mitglied des Verwaltungsrates der Berner Kantonalbank, seit 2020 als Vizepräsident. Seit 2017 ist er zudem Vorsitzender des Management Boards des KBA-NotaSys Integrity Funds.
Lengwiler ist Mitglied der CVP. Von 1987 bis 1994 war er Mitglied des Einwohnerrates der Gemeinde Kriens und von 1991 bis 2005 sowie von 2011 bis 2012 Mitglied des Luzerner Kantonsrates.

## Schriften
- Kooperation als bankbetriebliche Strategie. Haupt, Bern/Stuttgart, 1988, ISBN 3-258-03935-6.
- Ökologie und Umweltschutz: Unternehmen vor neuen Marktchancen. Rüegger, Zürich 1989, ISBN 3-7253-0355-X (Luzerner Beiträge zur Betriebs- und Regionalökonomie. Bd. 1).
- Herausforderungen für die Zentralschweizer Banken. Rüegger, Zürich 1994, ISBN 3-7253-0511-0 (Luzerner Beiträge zur Betriebs- und Regionalökonomie. Bd. 6).
- Kommunales Finanzmanagement. IBR, Luzern 1998, ISBN 3-9521190-5-9 (Luzerner Beiträge zur Betriebs- und Regionalökonomie. Bd. 5).
- (zusammen mit Stephan Käppeli) Gemeindemanagement in Theorie und Praxis. Rüegger, Zürich 2001, ISBN 3-7253-0701-6 (Luzerner Beiträge zur Betriebs- und Regionalökonomie. Bd. 8).
- (zusammen mit Simon Affentranger) Zinsmanagement für Gemeinden. IBR, Luzern 2001, ISBN 3-9521190-6-7 (Schriften aus dem IFZ Institut für Finanzdienstleistungen Zug. Bd. 1).
- (zusammen mit Philipp Lütolf) Innovative und nachhaltige Finanzierung von Bergbahnen. Seilbahnen Schweiz, Bern 2008 (SBS-Schriften. Bd. 1).
- (zusammen mit Philipp Lütolf) Handbuch Bergbahnfinanzierung. Seilbahnen Schweiz, Bern 2010 (SBS-Schriften. Bd. 2).
- (zusammen mit Linard Nadig und Maurice Pedergnana) Management in der Finanzbranche – Finanzmanagement im Unternehmen, Zug 2012, ISBN 978-3-906488-25-7
- (zusammen mit Armin Jans und Marco Passardi) Krisenfeste Schweizer Banken? – Die Regulierung von Eigenmitteln, Liquidität und «Too big to fail», Verlag NZZ Libro, Zürich 2018, ISBN 978-3-03810-281-6
- (zusammen mit Andreas Dietrich, Marco Passardi und Simon Amrein) IFZ Retail Banking-Studie 2021, Zug 2021, ISBN 978-3-906877-87-7